# 兴唐传
《兴唐传》，现代传统的长篇评书书目。又称《大隋唐》、《兴唐全传》，根据清朝古典小说《说唐》改编。现在通行的版本是评书演员陈荫荣讲述（金受申等整理）的《兴唐传》，1984年中国曲艺出版社出版。 
全书140回，第一回“临潼山秦琼打杨广 盘谷寺柴绍遇李渊”，第一四O回“罗元帅周西坡捐躯 李世民山河带加身”。重要改动是开隋九老故事的增加。还有清代小说《说唐》没有罗士信这个人物，而有罗成。《兴唐传》在这一点上，与清初褚人获的《隋唐演义》差不多，但是《隋唐演义》罗成没有死，罗士信在征刘黑闼时被俘杀（这和真实历史相近）；《说唐》将两个人物的故事合并，罗成作为罗艺之子，在征刘黑闼时阵亡；《兴唐传》罗成的经历和《说唐》相近，罗士信则是在攻扬州时中乱箭身亡。